# 帕爾帕區 (秘魯)
14°32′01″S 75°11′07″W / 14.5337°S 75.1852°W
帕爾帕區（西班牙語：Distrito de Palpa）是秘魯的一個區，位於該國中南部伊卡大區的帕爾帕省，面積147.4平方公里，海拔高度347米，2005年人口7,326，人口密度每平方公里50人。